# Project Chaos (automóvil)
Project Chaos es el nombre en clave a un futuro automóvil hiperdeportivo diseñado y fabricado por el griego Spyros Panopoulos para su compañía homónima.

## Concepto y desarrollo
Según su creador, Spyros Panopoulos, este sería el primer automóvil hiperdeportivo desarrollado y construido en Grecia. El cual ha sido confirmado que vendrá equipado con un motor V10 biturbo de 4.0 L, con el que tendrá como objetivo competir contra marcas como Bugatti, Koenigsegg y Hennessey.
La potencia máxima sería de 2000 CV a 11000 rpm, aunque se confirmó que se ofrecerá una versión más deportiva con 3000 CV a 12000 rpm.
Las llantas están fabricadas en titanio, mediante impresión 3D, con una medida de 21 pulgadas para los delanteros y de 22 pulgadas para la parte trasera, mientras que los frenos son cerámicos y también serán fabricados con tecnología 3D.